# Psectrocladius sphagnorum
Psectrocladius sphagnorum är en tvåvingeart som beskrevs av Jean-Jacques Kieffer 1927. Psectrocladius sphagnorum ingår i släktet Psectrocladius och familjen fjädermyggor.
Artens utbredningsområde är Estland. Inga underarter finns listade i Catalogue of Life.